# Barbara Hänel-Faulhaber
Barbara Hänel-Faulhaber ist eine deutsche Erziehungswissenschaftlerin.

## Leben
Von 1992 bis 1996 absolvierte sie ein Doppelstudium: Gehörlosen- und Schwerhörigenpädagogik, Grundschulpädagogik, Didaktikfächer: Deutsch, Soziologie, Kunst Abschluss: 1. Staatsexamen und Gehörlosenpädagogik (HF) Psychologie (NF) Grundschuldidaktik (NF), Abschluss: Magister Artium an der LMU München. Nach der Promotion zum Dr. phil. (1999–2003) an der Universität Hamburg (Gebärdensprachen) bei Jürgen Meisel und Siegmund Prillwitz ist sie seit 2014 Professorin für „Erziehungswissenschaften unter besonderer Berücksichtigung bei Beeinträchtigung des Hörens“ an der Universität Hamburg.
Ihre Arbeitsschwerpunkte sind Studien zu Erwerb und Verarbeitung von Deutsch und Deutscher Gebärdensprache bei unterschiedlichen Lernergruppen - und deren Auswirkung auf das Lernen.

## Schriften (Auswahl)
- Der Erwerb der Deutschen Gebärdensprache als Erstsprache. Die frühkindliche Sprachentwicklung von Subjekt- und Objektverbkongruenz in DGS. Tübingen 2005, ISBN 3-8233-6098-1.